# Colonia della Columbia britannica (1858-1866)
La Colonia della Columbia Britannica fu una colonia della corona nell'America britannica, esistita dal 1858 al 1866. Venne fondata da Richard Clement Moody, scelto per "creare una seconda Inghilterra sulle coste del Pacifico". Moody ricoprì il ruolo di Capo Commissario per le Terre e i Lavori Pubblici della Columbia Britannica e fu anche il primo Governatore Luogotenente della colonia. Prima dell'arrivo del distaccamento dei Royal Engineers guidato da Moody, l'autorità suprema della colonia era detenuta dal Governatore James Douglas, che all'epoca governava anche la vicina colonia dell'Isola di Vancouver.
Questa prima Colonia della Columbia Britannica non includeva originariamente né la Colonia dell'isola di Vancouver, né le regioni a nord dei fiumi Nass e Finlay, né quelle a est delle Montagne Rocciose, né nessuna delle isole costiere. Tuttavia, comprendeva la Colonia delle isole della Regina Charlotte. Nel 1863, il territorio venne espanso verso nord e nord-est fino al 60º parallelo e al 120º meridiano. Nel 1866 la colonia si unì alla Colonia dell'Isola di Vancouver per creare la nuova Colonia della Columbia britannica (1866-1871).